# Meleoma beardi
Meleoma beardi är en insektsart som beskrevs av Catherine A. Tauber 1969. Meleoma beardi ingår i släktet Meleoma och familjen guldögonsländor. Inga underarter finns listade i Catalogue of Life.